# Rajd ELPA 1991
Rajd Elpa 1991 (16. Elpa Rally Halkidiki) – 16. edycja rajdu samochodowego Rajd Elpa rozgrywanego w Grecji. Rozgrywany był od 27 do 29 sierpnia 1991 roku. Była to trzydziesta druga runda Rajdowych Mistrzostw Europy w roku 1991 (rajd miał najwyższy współczynnik - 20) i piąta runda Rajdowych Mistrzostw Grecji. Składał się z 28 odcinków specjalnych.

## Klasyfikacja rajdu
| Miejsce                      | Kierowca                     | Pilot                        | Samochód                     | Czas                         | Strata                       |                              |
| Klasyfikacja generalna i ERC | Klasyfikacja generalna i ERC | Klasyfikacja generalna i ERC | Klasyfikacja generalna i ERC | Klasyfikacja generalna i ERC | Klasyfikacja generalna i ERC | Klasyfikacja generalna i ERC |
| ---------------------------- | ---------------------------- | ---------------------------- | ---------------------------- | ---------------------------- | ---------------------------- | ---------------------------- |
| 1.                           | Piero Liatti                 | Luciano Tedeschini           | Lancia Delta Integrale 16V   | 3:09:09                      | 0.0                          |                              |
| 2.                           | Fabrizio Tabaton             | Maurizio Imerito             | Lancia Delta Integrale 16V   | 3:12:26                      | +3:17                        |                              |
| 3.                           | Piero Longhi                 | Pietro Raffaele Carraro      | Lancia Delta Integrale 16V   | 3:12:42                      | +3:33                        |                              |
| 4.                           | Gilberto Pianezzola          | Lucio Baggio                 | Lancia Delta Integrale 16V   | 3:13:43                      | +4:34                        |                              |
| 5.                           | Enrico Bertone               | Gianfranco Imerito           | Lancia Delta Integrale 16V   | 3:21:09                      | +12:00                       |                              |
| 6.                           | Ioánnis Vardinoyiannis       | Konstantinos Stefanis        | Lancia Delta Integrale 16V   | 3:24:16                      | +15:07                       |                              |
| 7.                           | Stratis Hatzipanayiotou      | Tonia Pavli                  | Nissan Sunny GTI-R           | 3:27:57                      | +18:48                       |                              |
| 8.                           | Iskender Atakan              | Yusuf Avimelek               | Lancia Delta Integrale 16V   | 3:30:09                      | +21:00                       |                              |
| 9.                           | Mamdouh Khayyat              | Steve Bond                   | Ford Sierra RS Cosworth 4x4  | 3:31:22                      | +22:13                       |                              |
| 10.                          | Notis Giagnissis             | Giorgos Kerantzakis          | Mazda 323 GTX                | 3:31:51                      | +22:42                       |                              |